# Édouard de Norfolk
Édouard de Norfolk (1323 - 9 août 1334), ou Édouard de Brotherton, était le fils unique de Thomas de Brotherton et le petit-fils du roi Édouard Ier d'Angleterre.

## Biographie
Né vers 1323, Édouard était le fils unique de Thomas de Brotherton, fils aîné du roi Édouard Ier par son deuxième mariage avec Marguerite de France, fille du roi Philippe III de France. Sa mère était Alice de Hales (1300-1330), fille de Sir Roger Hales,. Il avait deux sœurs : 
- Marguerite de Norfolk, (1322-1399) qui a épousé John Segrave, par qui elle a eu deux fils et deux filles, puis Wauthier de Masny[4],[5]
- Alice de Norfolk (1324-1352), qui a épousé en 1338 Édouard de Montagu, par qui elle eut un fils et deux filles[4].

Peu de temps après le 29 mai 1328, à Hereford, Édouard de Norfolk épouse Béatrice Mortimer, fille de Roger Mortimer et de Jeanne de Geneville. La cérémonie était un double mariage au cours duquel la sœur de Béatrice, Agnès Mortimer, épousa Laurence Hastings, futur comte de Pembroke. Les célébrations ont été accompagnées d'un tournoi magnifique auquel a assisté le roi Édouard III et sa mère, Isabelle de France, qui était alors la maîtresse du père des mariées. Aucun enfant n'est issu de ce mariage, et Roger Mortimer est pendu deux ans plus tard à Tyburn. 
Édouard de Norfolk est mort avant son père le 9 août 1334. 
Sa veuve a épousé en secondes noces le 13 septembre 1337 Sir Thomas de Brewes (?-1361), fils et héritier de Sir Peter de Brewes et de son épouse Agnès de Clifford, par qui elle eut trois fils et trois filles.
Après la mort de Thomas de Brotherton le 20 septembre 1338, c'est la sœur aînée d'Édouard de Norfolk, Marguerite, qui lui succède à la tête du comté de Norfolk. 

## Sources
- George Edward Cokayne, The Complete Peerage, edited by H.A. Doubleday and Lord Howard de Walden, vol. IX, Londres, St. Catherine Press, 1936, 596–601 p.
- Douglas Richardson, Plantagenet Ancestry: A Study in Colonial and Medieval Families, vol. II, Salt Lake City, 2nd, 2011 (ISBN 1449966349)